# Eusaproecius magnigena
Eusaproecius magnigena är en skalbaggsart som beskrevs av D'orbigny 1913. Eusaproecius magnigena ingår i släktet Eusaproecius och familjen bladhorningar. Inga underarter finns listade i Catalogue of Life.